# Lazy Bear Games
Lazy Bear Games est un studio de développement fondé en Russie. Le studio a ensuite déplacé son siège social à Vilnius en Lituanie.

## Ludographie

### Jeux développés
| Année de sortie | Titre                      | Genre(s)          | Plateforme(s)                                                                           |
| --------------- | -------------------------- | ----------------- | --------------------------------------------------------------------------------------- |
| 2016            | Punch Club                 | Simulation        | Microsoft Windows, OS X, Linux, iOS, Android                                            |
| 2018            | Graveyard Keeper (en)      | RPG               | Android, iOS, Linux, macOS, Microsoft Windows, Nintendo Switch, PlayStation 4, Xbox One |
| 2019            | Swag and Sorcery           | RPG               | Microsoft Windows                                                                       |
| 2021            | Punch Club 2: Fast Forward | Tycoon, stratégie | Microsoft Windows                                                                       |
| 2024            | Bandle Tale                | Rôle              | Microsoft Windows, Nintendo Switch                                                      |